# Д’Юрсель, Жозеф
Мари Шарль Жозеф, 6-й герцог д’Юрсель (фр. Marie Charles Joseph, 6. Herzog d’Ursel; 3 июля 1848, Брюссель, Бельгия — 15 ноября 1903, Гримберген, Фламандский Брабант, Бельгия) — бельгийский государственный деятель и дипломат, президент Сената Бельгии (1899—1903).

## Происхождение
Из благородного семейства д’Юрсель, основателем герцогской ветви которого был прапрапрадед Жозефа — граф Конрад Альберт ван Юрсель (1663—1738), барон ван Хобокен (van Hoboken). Он состоял на испанской военной службе и в 1716 году был пожалован титулом герцога д’Юрселя, а в 1717-м — герцога д’Обокен (d’Hoboken). Дед Жозефа, Шарль-Жозеф (1777—1860), 4-й герцог д’Юрсель, был не только мэром Брюсселя (1810—1814), но и министром водного транспорта и общественных работ (1815—1819), а затем — сенатором.

## Биография
Сын Леона, 5-го герцога д’Юрсель (1805—1878) и его 2-й жены Генриэтты Марии (1828—1904), дочери Эжена, 8-го герцога д’Аркура.
Получил высшее юридическое образование, став доктором права Лёвенского католического университета (1869) в области дипломатии. После смерти своего отца в 1878 году унаследовал титул 6-го герцога д’Юрселя. В 1878 году стал мэром Инджене и оставался в этой должности до своей смерти.
С 1885 по 1889 годах занимал должность губернатора провинции Эно. На герцога произвели впечатление забастовки 1886 года, под влиянием которых он заинтересовался, как его шурин граф Альбер де Мен, социальными вопросами. Об этом он написал в 1895 году брошюру «Социальная политика», где сослался, в частности, на идеи Фредерика Ле Пле. Он защищал, в частности, улучшение социальных условий работников посредством заключения трудового договора.
Когда герцог достиг необходимого возраста, он вошёл в Сенат в 1889 году от округа Мехелен. Был членом сенатской комиссии по иностранным делам, а затем — комиссии по промышленности и труду. Был избран Президентом Сената в 1899 году, оставаясь на этом посту до своей смерти.

## Семья
В 1872 году в Париже женился на Антонин (1849—1931) — единокровной сестре графа Альбера де Мен. В барке родилось четверо детей:
- Робер[нидерл.] (1873—1955), бельгийский сенатор, 7-й герцог д’Юрсель, 7-й герцог д’Обокен и т. д.;
- графиня Генриэтта (1875—1934);
- графиня Паулина (1880—1915);
- граф Вольфганг (1882—1914).

Сестра герцога, графиня Мари Софи д’Юрсель (1851—1932), была замужем за саксонским графом Карлом Генрихом Вольфом Вильгельмом Францем фон Шёнбург-Глаухау (1832—1898) и воспитывала его сына от первого брака Иоахима фон Шёнбург-Глаухау (1873—1943) — свояка австрийского наследника престола эрцгерцога Франца Фердинанда.
Его брат, граф Леон Леопольд д’Юрсель (1867—1934), был послом Бельгии при Святом Престоле (1919—1921), а племянник — принц Фердинанд де Крой (1867—1958) — католическим священником и папским дипломатом.

## Награды и звания
- Великий офицер ордена Леопольда I (Бельгия).
- Кавалер Большого креста ордена Пия IX (Ватикан).
- Кавалер Большого креста ордена Карлоса III (Испания).
- Командор ордена Почётного легиона (Франция).
- Рыцарь ордена Нидерландского льва.